# 3554 Amun
3554 Amun là một tiểu hành tinh Aten kiểu M, được phát hiện ngày 4 tháng 3 năm 1986 bởi Carolyn và Eugene Shoemaker ở đài thiên văn Mount Palomar.